# Shirakawa (empereur)
Pour les articles homonymes, voir Shirakawa.
 (février 2020).
Si vous disposez d'ouvrages ou d'articles de référence ou si vous connaissez des sites web de qualité traitant du thème abordé ici, merci de compléter l'article en donnant les références utiles à sa vérifiabilité et en les liant à la section « Notes et références ».
Shirakawa (白河天皇, Shirakawa Tennō, 7 juillet 1053 – 24 juillet 1129) était le 72e empereur du Japon, selon l'ordre traditionnel de la succession, et a régné du 18 janvier 1073 au 3 janvier 1087. Son nom personnel était prince Sadahito (貞仁). S'il n'était pas le premier empereur à se retirer dans un monastère et continuer quand même à exercer le pouvoir après son abdication, c'est à partir de lui que la pratique devient systématique jusqu'à la fin de l'époque Heian, et qu'elle prend le nom d'insei ou de gouvernement retiré. 

## Biographie

### Jeunesse
Durant sa prime jeunesse, les relations entre Sadahito et son père sont très froides, mais en 1068, lorsque son père monte sur le trône, il reçoit le titre de shinnō (prince impérial), devenant ainsi le prince impérial Sadahito (貞仁親王). En 1069, il devient prince héritier, et en 1073, à l'âge de 19 ans, il devient empereur, et son demi-frère prend alors le titre de prince héritier.

### Règne
Un régent kampaku est alors mis en place, mais quand son père meurt plus tard la même année, il tente de régner directement comme son père. Il essaie, comme ce dernier, de réguler le système des shōen, travaillant à affaiblir l'influence des sekkan du clan Fujiwara.
En 1085, son demi-frère meurt, et Shirakawa nomme alors son propre fils Taruhito en tant que prince héritier. Le jour même où Taruhito devient prince héritier, Shirakawa abdique, et Taruhito devient l'empereur Horikawa. 

### Insei
Après son abdication, Shirakawa continue à régner en tant qu'empereur retiré, depuis le Shirakawa-in (littéralement, le « Temple de la rivière blanche ». L'empereur tire son nom posthume de ce palais.) Bien que des régents sesshō et kampaku continuent à être nommés durant une longue période, le pouvoir est maintenant dans les mains de l'empereur retiré et non plus dans celles des régents Fujiwara.
Lorsque Horikawa arrive en âge de régner, Shirakawa ne lui abandonne pas le pouvoir et continue à régner depuis sa retraite.
Croyant fermement au bouddhisme, il se fait moine en 1096 (à la mort de sa fille) sous le nom de Yūkaku (融観), et continue de régner avec le titre de hōō (法皇).
Après la mort de Horikawa en 1107, le fils de ce dernier devient l'empereur Toba, qui abdique à son tour en faveur de son propre fils Sutoku en 1123, forcé par l'empereur retiré. À sa mort en 1129, Shirakawa a régné en tant qu'empereur retiré pendant 41 ans et au travers du règne de trois empereurs de jure.

## Généalogie
Shirakawa était le fils aîné de l'empereur Go-Sanjō. Il eut de nombreux enfants, dont le futur empereur Horikawa. Selon une théorie, il était aussi le père de l'empereur Sutoku, qui est selon la généalogie officielle le fils de l'empereur Toba, le petit-fils de Shirakawa.

### Impératrice et consorts
- Fujiwara no Kenshi (Shirakawa), née en 1057, fille de Minamoto no Akifusa et de Minamoto no Ryushi; fille adoptive de Fujiwara no Morozane ; entrée au palais en 1072 ; impératrice (chūgū) ; morte 24 octobre 1084 ; dont il eut 6 enfants :
  - premier fils: Prince Atsufumi (1075 - 1077)
  - première fille : Princesse Teishi (1076 - 1096), princesse vestale d’Ise ; impératrice honorifique (chugu) 1091 ; titrée Ikuhomon-In
  - seconde fille : Princesse Zenshi (1077 - 1133) ; vestale d'Ise.
  - troisième fille : Princesse Reishi (Yoshiko) (1078 - 25 V 1144) princesse vestale de Kamo ; impératrice honorifique (kogo) 15 I 1108 ; impératrice archidouairière (taikotaigo)  15 IV 1134
  - troisième fils : Prince Taruhito, né en 1079 (empereur Horikawa)
  - quatrième fille : princesse Teishi (1081 - 1156)

- Fujiwara no Doshi (Michiko), née en 1042, fille de Fujiwara no Yoshinaga ; épouse impériale (nyogo) 1073 ; morte en 1132

- Minamoto no Shishi (Moroko), née en 1070, fille de Minamoto no Akifusa et de Minamoto no Ryushi ; épouse impériale ; remariée à Fujiwara no Tadazane, morte en 1148. Mère de :
  - quatrième fils : Prince Kahuko ° 1092 + 1153 ; moine bouddhiste

- Une fille de Fujiwara (Saionji) no Michisue, surnommée Ro no Onkata ;  mariée vers 1130 Fujiwara no Saneyoshi, son oncle, (1096 + 1157), fils de Fujuwara no Kinzane

- Autres enfants :
  - second fils: Prince Kakugyo (1075 - 1105), moine bouddhiste.
  - cinquième fille : Princesse, née en 1090.
  - sixième fille : Princesse Junshi (1093 - 1132)
  - cinquième fils : Prince Sh'oe (1094 - 1137), moine bouddhiste.
  - septième fille : princesse impériale Shushi (Moriko) ° 1111 + 1156 ; princesse vestale d’Ise
  - huitième fille : princesse impériale Ishi ° ap 1111 + ap 1159 ; princesse vestale de Kamo

## Ères de son règne
- Ère Enkyū
- Ère Jōhō
- Ère Jōryaku
- Ère Eihō
- Ère Ōtoku